# قطع أفراسياب الشطرنجية
قطع أفراسياب هي مجموعة قطع شطرنج أثرية مصنوعة من العاج تم العثور عليها سنة 1977 بواسطة أكادمية علم الآثار الأوزباكستانية في منطقة أفراسياب بمدينة سمرقند، يعود تاريخ القطع إلى القرن السادس وتعتبر أقدم القطع الشطرنجية المعثور عليها، كانت مدينة سمرقند متقدمة حضاريا وتتمتع بتطور ثقافي وجمالي ثابت، مع أسلوب حرفي يعبر باتقان عن التقاليد التي ترجمت في صناعة هذه القطع، تم إيجاد سبع قطع (ملك، قلعة، وزير، حصانان، بيدقان) متوسط أحجامها 3 سنتيمتر وهي محفوظة حاليا في المتحف الولائي لمدينة سمرقند.

## أشكالها
الملك عبارة عن قطعة لملك جالس على العرش في عربة كبيرة تجرها ثلاث أحصنة والقلعة هي عربة كبيرة يتم جرها بواسطة ثلاث أحصنة وفارسين أحدهما كمرشد والثاني كمحارب مسلح بسيف ودرع، الحصان لديه شكل مقاتل مسلح يمتطي جوادا، والجنود عبارة عن قطع جنود جاثية على ركبة واحدة يحملون سيفا ودرعـا.

## روابط خارجية
- قطع أفرسياب الشطرنجية